# Constant Ménissier
Jean-Constant Menissier né à Paris le 28 janvier 1794 (9 pluviôse de l'an II) et mort dans le 10e arrondissement de Paris le 12 octobre 1878,, est un auteur dramatique français.

## Biographie
Ses pièces furent représentées sur les plus grandes scènes parisiennes du XIXe siècle : Théâtre du Gymnase, Théâtre de la Porte-Saint-Martin, Théâtre des Célestins, Théâtre du Vaudeville, etc.

## Œuvres
- Les Deux Ermites ou la Confidence, comédie-vaudeville en 1 acte, avec Charles-Gaspard Delestre-Poirson, imitée de August von Kotzebue, 1813
- Le Château d'If, comédie en 1 acte et en vaudevilles, 1813
- La Créole, comédie-vaudeville en 1 acte, avec Delestre-Poirson, 1819
- Douvres et Calais, ou Partie et revanche, comédie-vaudeville en 2 actes, avec Emmanuel Théaulon, 1819
- Caroline, comédie-vaudeville en un acte, avec Eugène Scribe, 1820
- Les Folies du jour, extravagance en 1 acte, en vaudevilles, avec A. Martin et Théaulon, 1820
- Le Château de Chambord, hommage en 1 acte et en vaudevilles, 1821
- Les Suites d'un bienfait, avec Martial Aubertin et Alexandre Martin, 1821
- La Diligence attaquée, ou L'auberge des Cévennes, avec Ferdinand Laloue et Ernest Renaud, 1822
- La Fille à marier ou la Double Éducation, comédie-vaudeville en 1 acte, avec Laloue et Amable de Saint-Hilaire, 1822
- Un mois après la noce, ou le Mariage par intérêt, comédie-vaudeville en 1 acte, avec E. Renaud, 1822
- Le Petit Don Quichotte, proverbe de Carmontelle arrangé en vaudeville, 1822
- Les Deux Fermiers, ou la Forêt de Saint-Vallier, mélodrame en 3 actes à spectacle, avec Alexandre Martin, 1823
- L'Antichambre d'un médecin, scènes épisodiques mêlées de couplets, 1823
- Les Deux Forçats, folie en un acte, avec Laloue et Renaud, 1823
- Les Deux Sergens, pièce anecdotique en 1 acte, avec A. Martin, 1823
- Les Trois Trilby, folie en 1 acte et en prose, avec A. Martin et E. Renaud, 1823
- Le Précepteur dans l'embarras, comédie-vaudeville en 1 acte, 1823
- La Maison incendiée, ou les Enfants du charbonnier, mélodrame anecdotique en 1 acte, avec E. Renaud, 1823
- Le Roulier, mimodrame en 3 actes, avec Laloue et A. de saint-Hilaire, 1823
- Le Commissionnaire, mélodrame en 3 actes, avec Eugène Cantiran de Boirie et Ferdinand Laloue, 1824
- Le Passeport, comédie-vaudeville en 1 acte, avec E. Renaud, 1824
- Le Colonel de hussards, mélodrame en 3 actes, à grand spectacle, 1824
- Les Frères d'armes, ou la Parole d'honneur, tableau anecdotique en 1 acte et en vaudeville à spectacle, avec A. Martin, 1828
- L'illusion, drame lyrique en 1 acte, avec Henri de Saint-Georges, 1829
- L'Abbé de L'Épée, ou le Muet de Toulouse, pièce historique en 2 époques et en 9 tableaux, mêlée de chant, 1831
- Une première faute, drame mêlé de chants en 4 actes et en 7 tableaux, 1831
- Brune et blonde, tableau en 1 acte, mêlé de chants, 1832
- Les Fils du rempailleur, comédie en 2 actes, mêlée de couplets, 1832
- Le Livre vert ou Esprit et jugement, Vaudeville-féerie en 4 actes et 7 tableaux, avec Paul Duport, 1832
- L'Enseigne, ou la Destinée, drame mêlé de chants, en 3 actes et 6 tableaux, suivis d'un épilogue, tiré des Contes de l'atelier, de Michel Masson, 1833
- L'Exposition de 1834, revue commerciale en 1 acte, mêlée de couplets, 1834
- Hénin, ou le Pêcheur de Boulogne, fait historique en 1 acte, mêlé de chants, 1834
- Un roi en vacances, comédie-vaudeville en 3 actes et 6 tableaux, avec Pierre Joseph Charrin, 1835
- Le Coin du feu, pièce en 4 actes et 7 tableaux, mêlée de chants, 1835
- Le Dahlia magique, ou le Nain bleu, pièce féerie en 4 actes et 11 tableaux, précédée d'un prologue, 1836
- Le Bourgeois de Reims, opéra-comique en un acte, avec Henri de Saint-Georges, 1838
- Une journée aux Champs-Élysées, tableau en un acte, avec H. de Saint-Georges et Léon Rabbe, 1838
- Le Marché des Innocens, ou l'Inconnu, drame en 4 actes, 1840
- Les Trois Amis, drame en 3 actes, 1844